# Levina
 Isabella Levina Lueen (Bonn, 1 mei 1991), beter bekend als Levina, is een Duits zangeres.

## Biografie
Levina werd eind 2016 geselecteerd voor deelname aan Unser Song 2017, de Duitse preselectie voor het Eurovisiesongfestival. Ze wist deze uiteindelijk winnend af te sluiten. Hierdoor mocht ze haar land vertegenwoordigen op het Eurovisiesongfestival 2017, dat gehouden werd in Oekraïne. Daar bracht ze Perfect life ten gehore. Ze haalde er de 25ste plaats, de op een na laatste plek.
1956: Freddy Quinn + Walter Andreas Schwarz · 
1957: Margot Hielscher · 
1958: Margot Hielscher · 
1959: Alice & Ellen Kessler · 
1960: Wyn Hoop · 
1961: Lale Andersen · 
1962: Conny Froboess · 
1963: Heidi Brühl · 
1964: Nora Nova · 
1965: Ulla Wiesner · 
1966: Margot Eskens · 
1967: Inge Brück · 
1968: Wenche Myhre · 
1969: Siw Malmkvist · 
1970: Katja Ebstein · 
1971: Katja Ebstein · 
1972: Mary Roos · 
1973: Gitte · 
1974: Cindy & Bert · 
1975: Joy Fleming · 
1976: Les Humphries Singers · 
1977: Silver Convention · 
1978: Ireen Sheer · 
1979: Dschinghis Khan · 
1980: Katja Ebstein · 
1981: Lena Valaitis · 
1982: Nicole · 
1983: Hoffmann & Hoffmann · 
1984: Mary Roos · 
1985: Wind · 
1986: Ingrid Peters · 
1987: Wind · 
1988: Maxi & Chris Garden · 
1989: Nino de Angelo · 
1990: Chris Kempers & Daniel Kovac · 
1991: Atlantis 2000 · 
1992: Wind · 
1993: Münchener Freiheit · 
1994: Mekado · 
1995: Stone & Stone · 
1997: Bianca Shomburg · 
1998: Guildo Horn & Die Orthopädischen Strümpfe · 
1999: Sürpriz · 
2000: Stefan Raab · 
2001: Michelle · 
2002: Corinna May · 
2003: Lou · 
2004: Max · 
2005: Gracia · 
2006: Texas Lightning · 
2007: Roger Cicero · 
2008: No Angels · 
2009: Alex Swings Oscar Sings · 
2010: Lena Meyer-Landrut · 
2011: Lena Meyer-Landrut · 
2012: Roman Lob · 
2013: Cascada · 
2014: Elaiza · 
2015: Ann Sophie · 
2016: Jamie-Lee Kriewitz · 
2017: Levina · 
2018: Michael Schulte · 
2019: S!sters · 
2021: Jendrik Sigwart · 
2022: Malik Harris · 
2023: Lord of the Lost · 
2024: Isaak · 
2025: Abor & Tynna
- Gemeinsame Normdatei: 1125072032
- MusicBrainz: ac087784-0e0c-4a1d-860a-e91e8d45f1b2
- Virtual International Authority File: 3260148705747537080000
- WorldCat: E39PBJpYqQrCkCP8PM7MWTTT73